# Ellen Gleditsch
Ellen Gleditsch (Mandal, 29 de desembre de 1879 – Oslo, 5 de juny de 1968) va ser una química noruega que va tindre la radioactivitat i la radioquímica com el seu camp d'investigació. Es va convertir en la segona dona professora de Noruega. Va començar la seva carrera com a assistent de Marie Curie, va esdevenir un pioner de la radioquímica, va establir la vida mitjana del radi i va ajudar a demostrar l'existència dels isòtops.

## Biografia
Gleditsch va néixer el 1879 a Mandal, Noruega. Tot i que es va graduar a l'escola secundària com un dels millors de la seva de la seva classe, en aquell moment no hi havia possibilitat per a les dones de fer exàmens d'ingrés a la universitat. Per tant, va treballar com a auxiliar de farmàcia on va tenir l'oportunitat de treballar per obtenir un títol no acadèmic en química i farmacologia en 1902. El 1905, amb el suport del seu mentor Eyvind Bødtker, va superar l'examen d'ingrés a la universitat, però va triar d'anar a estudiar a París.
Després d'iniciar la seva carrera en farmàcia, se'n va anar a estudiar radioactivitat a La Sorbona i va treballar al laboratori de Marie Curie a partir de 1907 i fins al 1912.Al laboratori de Curie, Gleditsch va desenvolupar una tècnica anomenada cristal·litzacions fraccionals, que purifica el radi. Va passar cinc anys d'anàlisi amb Curie i va tornar fins i tot després de deixar el laboratori per supervisar els experiments. En 1911, va rebre un grau de "Licenciée en scences" per la Sorbona. El 1912 va tornar a la Universitat d'Oslo, on va ser contractada com a professora i investigadora. Dos anys més tard, va rebre una beca per anar als EUA per continuar les seves investigacions al millor equipat laboratori de radioquímica de la Universitat Yale.Va treballar al laboratori de Bertram Boltwood, on va completar les seves investigacions sobre la vida mitjana del radi, la qual va calcular en 1.686 anys.Aquest valor va romandre intacte durant 35 anys fins que el van corregir altres investigadors, amb una capacitat de mesura més precisa, i el van fixar en 1620 anys.
Un dels científics que al principi l'havia allunyada de Yale, va escriure amb ella dos articles amb ella, i al juny de 1914 l'Smith College li va atorgar un doctorat honorari per la seva feina. En 1913-1914, va tornar a la Universitat d'Oslo i es va convertir en la segona dona a ser triada a l'Acadèmia de Ciències d'Oslo en 1917. Durant la dècada de 1920, Gleditsch fet diversos viatges a França per ajudar Curie, així com un viatge a Cornualla per investigar una mina ubicada allà.
En 1919, Gleditsch va cofundar l'Associació de Dones Acadèmiques de Noruega, per centrar-se en el desenvolupament de la ciència i les condicions en què treballaven les dones científiques. Creia també que la cooperació dels científics fomentaria la pau. Va exercir com a presidenta de l'organització de 1924 a 1928. Es va unir a la Federació Internacional de Dones Universitàries el 1920,en fou la seva presidenta del 1926 al 1929,i va treballar per proporcionar beques perquè les dones poguessin estudiar a l'estranger.El 1929, va fer un viatge als Estats Units, i el va recórrer des de Nova York a Califòrnia amb la intenció de promoure beques per a les dones.
Tot i que el seu nomenament com a professora a Oslo el 1929 va causar controvèrsia, va iniciar amb èxit un grup de recerca radioactivitat allà. Es va convertir en cap del departament de química inorgànica, un càrrec que mantindria fins a la seva jubilació.
Al llarg de la dècada de 1930, va continuar produint articles en anglès, francès, alemany i noruec. També va organitzar una sèrie de programes de ràdio per promoure i popularitzar l'estudi científic. En la dècada de 1930 va dirigir, un laboratori de radioquímica fer a Noruega, que va ser utilitzat com un laboratori clandestí pels científics que fugien del règim nazi. Quan Noruega va ser ocupada durant la guerra, va amagar científics i va continuar amb els experiments a casa seva. Durant una incursió en el seu laboratori el 1943, les dones científiques van ser capaces de rescatar els minerals radioactius, però tots els homes van ser detinguts.
Es va retirar de la universitat en 1946 i va començar a treballar amb la UNESCO en els seus esforços per acabar amb l'analfabetisme. El 1949, va participar activament en el comitè de treball i en 1952 va ser nomenada membre de la comissió de treball per al control de l'ús de la bomba atòmica. Aquell mateix any va renunciar a la UNESCO en protesta per l'admissió d'Espanya com a membre, estant com estava sota el govern del règim feixista de Franco. El 1962 a l'edat de 83 anys, va rebre un doctorat honorari de la Sorbona. Fou la primera dona a rebre tal honor.
Ellen Gleditsch va morir després de patir un vessament cerebral el 1968, als 88 anys.

## Honors i premis
- En 1920, va ser guardonada amb el Premi Fridtjof Nansen d'Excel·lència.
- En 1948, va ser nomenada doctora honoris causa per la Universitat d'Estrasburg.
- En 1946, es va convertir en cavaller de primera classe del Reial Orde Noruec de Sant Olaf.
- En 1957 es va convertir en ciutadana honorària de París.
- El 1962 es va convertir en la primera dona a rebre un doctorat honorari per la Universitat de la Sorbona.
- En 1966, va ser nomenada membre honorària de la Societat Química de Noruega.
- La municipalitat d'Oslo va posar el seu nom a un carrer de la ciutat, situat al districte de Stovner

## Obres
- (Amb Marie Curie) Curie; Gleditsch «Action de l'émanation du radium sur les solutions des sels de cuivre». Le Radium, 5, 8, 1908, pàg. 225. DOI: 10.1051/radium:0190800508022500.
- Sur le radium et l'uranium contenus dans les mineraux radioactifs Arxivat 2014-04-22 at Archive.is, Comptes rendus 148:1451 (1909)
- 'Ratio Between Uranium and Radium in the Radio-active Minerals', Comptes rendus 149:267 (1909).
- Sur le rapport entre l'uranium et le radium dans les mineraux actifs, Radium 8:256 (1911).
- «The Life of Radium». American Journal of Science, 41, 1916, pàg. 112.